# Rúsdrekkasøla Landsins
Rúsdrekkasøla Landsins, eller bare Rúsan, er det færøske alkoholmonopol, som blev etableret i 1992. Der findes syv butikker på øerne, hvoraf den største ligger i hovedstaden Tórshavn. De andre fem ligger i Klaksvík, Miðvágur (Vágar), Saltangará (Eysturoy), Sandur (Sandoy), Drelnes ved Tvøroyri (Suðuroy) og Norðskáli (Eysturoy). Alle butikker har åbent alle hverdage om eftermiddagen og lørdag, men søndag er der lukket, kun butikken i hovedstaden har også åbent om formiddagen fra klokken 10. De første år var Rúsan også lukket om lørdagen, men i 2010 blev akhoholloven ændret, og siden 8. mai 2010 har Rúsan også haft åbent lørdage. Afdelingen i Tórshavn, har åbent hverdage fra 10 til 17:30 og lørdage fra 10-14. Afdelingerne i Klaksvík, Norðskáli og Saltangará (Eysturoy) åbner hverdage klokken 13, mens afdelingerne på Vågø, Sandø og Suderø først åbner klokken 14. Aldersgrænsen for at købe alkohol er 18 år.
Rúsdrekkasølan har eksisteret siden 1992. Før det var der forbud mod salg af stærkt alkohol på Færøerne, bortset fra i lukkede ølklubber. Før 1992 fik færinger fik et alkoholkort, når de fyldte 18 år, som gav dem tilladelse til at bestille 12 flasker af stærk alhohol pr. kvartal. De bestilte fra Danmark, mest fra F.W. Kattrup og Teilmann Vin. Alkoholflaskerne ankom i flamingokasser til de lokale posthuse. Færinger kaldte det at "løse ud" (loysa út), når de gik ind på posthuset for at hente brændevin, som de havde bestilt fra Danmark. Personer som skyldte skat fik ikke lov til at bestille alkohol, det var før Færøerne havde fået kildeskat.
Færøerne har det laveste alkoholforbrug blandt de nordiske lande med alkoholmonopol. Den gennemsnitlige færing over 15 år indtager 6,4 liter alkohol om året pr. 2015. Før alkoholloven af 1992 trådte i kraft drak hver færing over 15 år i gennemsnit 8,8 liter alkohol om året. Tilsvarende tal for Finland er 12,6 liter, Sverige 9,8 liter, Island 8,3 liter og Norge 8,2 liter.

## Eksterne links
- Rúsdrekkasølans officielle websted